# Pierre Favre (homme politique)
Pour les articles homonymes, voir Pierre Favre et Favre.
Pierre Favre, né le 5 avril 1940 et MORT le 12 mai 2007, est un homme politique français, député de la Gironde.

## Biographie
Ingénieur électronicien de l’Institut national des sciences appliquées de Lyon, Pierre Favre travaille chez IBM-France (1966–2000) en tant qu'ingénieur recherche et développement au centre d'études et de recherches de La Gaude (1966–1979), de responsable des nouveaux produits à l'usine de Bordeaux-Canéjan (1980–1983) puis comme adjoint au directeur du Compec (Component Procurement European Center, centre d'achat d'IBM-Europe) situé à Bordeaux (1984–1993). Il fut auditeur à l'Institut des hautes études de défense nationale (IHEDN) (1986). À la suite de son élection à l'Assemblée nationale, il se met en disponibilité (1993–2000).
Au niveau politique, il est membre du Conseil national du parti républicain devenu Démocratie libérale (1983-2001) puis du Conseil départemental de l'Union pour un mouvement populaire (UMP) (2002–2007).
Il est maire de Saint-Jean-d'Illac (1983–2007) et président du Syndicat d'eau et d'assainissement de Martignas-Saint-Jean-d'Illac (1983–2007). Il est également membre (1985–1998) et vice-président chargé du développement économique (1993–94) au Conseil général de la Gironde. Député de la Gironde, il est inscrit au groupe de l'Union pour la démocratie française et du Centre (1993–1997). Il est rapporteur de la commission de la Défense nationale et de l'Assemblée parlementaire de la francophonie et président du groupe d'amitié France-Burkina Faso.

## Détail des fonctions et des mandats
- Mandat parlementaire
  - 2 avril 1993 – 21 avril 1997 : Député de la 6e circonscription de la Gironde[1].

- Mandat municipal
  - mars 1977 – septembre 1980 : adjoint au maire de Vence.
  - mars 1983 – mai 2007 : Maire de Saint-Jean-d'Illac.

## Décorations
- Chevalier de l’ordre national de la Légion d'honneur ;
- Commandeur  de l’ordre national du Mérite ;
- Chevalier de l'ordre des Palmes académiques ;
- Médaille des services militaires volontaires (degré or) ;
- Officier de l'ordre du Mérite centrafricain.